# Anthony O’Sullivan
Anthony „Tony“ O’Sullivan (geboren 1855 in Irland; gestorben 5. Juli 1920 in New York City) war ein US-amerikanischer Schauspieler und Filmregisseur der Stummfilmzeit. Er spielte zwischen 1906 und 1918 in mehr als 170 Filmen mit und führte von 1912 bis 1915 bei mehr als 50 Filmen Regie.

## Werdegang
Anthony O’Sullivan kam 1906 als Darsteller in The Black Hand zum Film, nachdem er bereits viele Jahre als Theaterschauspieler gearbeitet hatte. In den folgenden Jahren spielte O’Sullivan gelegentlich in weiteren Filmen von Wallace McCutcheon sr. für die American Mutoscope and Biograph Company mit. Ab 1908 wurde er häufig eingesetzt und bis 1911 entstanden die meisten seiner Filme, nach dessen Einstieg bei der Biograph Company meist unter der Regie von David Wark Griffith. Für Griffith spielte er auch den Charlie Lee in That Chink at Golden Gulch, einem in einer fiktiven kalifornischen Goldgräberstadt angesiedelten Filmmelodram. Griffith entwickelte hier den rassistischen Stereotyp des chinesischen Einwanderers in komischen Nebenrollen, dessen Ursprung die verzerrte Darstellung der chinesischen Einwanderer und Hilfsarbeiter beim Eisenbahnbau und dem Goldrausch des 19. Jahrhunderts war, zu einer sehr positiv dargestellten Hauptrolle. Anthony O’Sullivan verzichtete dabei weitgehend aber nicht vollständig auf die aus dem Vaudeville und Filmkomödien bekannten komischen und karikierenden Elemente bei der Darstellung von Chinesen.
Ende 1910 verließ Anthony O’Sullivan wie viele seiner Kollegen die Biograph Company und ging zur Reliance Film Company. Er entwickelte die Rolle der Bedelia, einer irischstämmigen Köchin, die er selbst in einer Reihe von Komödien darstellte. Ende des Jahres 1912 kehrte er vorübergehend zur Biograph zurück, ohne die große Zahl seiner Filme aus den Jahren 1909 und 1910 je wieder zu erreichen. Seine letzten Filmrollen spielte er 1917 und 1918 für die Mack Sennett Comedies.
Ab dem Sommer 1912 führte O’Sullivan bei einigen Kurzfilmen der Reliance Company Regie. Ab 1913 war er als Regisseur für die Biograph Company tätig, dort war The Wrong Bottle seine erste Regiearbeit. In späteren Jahren war er Studioleiter der Mack Sennett Comedies in Hollywood, bis sein Gesundheitszustand keine Arbeit mehr zuließ. Anthony O’Sullivan starb am 5. Juli 1920 in seiner Wohnung in der Bronx. Er hinterließ seine Ehefrau Ida Cavannah O’Sullivan.

## Filmografie (Auswahl)
Als Schauspieler spielte er nur in Kurzfilmen.
- 1906: The Black Hand
- 1907: Yale Laundry
- 1907: Dr.Skinum
- 1907:  Mr. Gay and Mrs.
- 1908: At the Crossroads of Life
- 1908: A Famous Escape
- 1908: King of the Cannibal Islands
- 1908: The Yellow Peril
- 1908: Lonesome Junction
- 1908: Professional Jealousy
- 1908: Hulda’s Lovers
- 1908: The Sculptor's Nightmare
- 1908: Thompson’s Night Out
- 1908: ’Ostler Joe
- 1908: The Invisible Fluid
- 1908: The Man in the Box
- 1908: Over the Hill to the Poorhouse
- 1908: At the Crossroads of Life
- 1908: The Kentuckian
- 1908: The Stage Rustler
- 1908: The Fight for Freedom
- 1908: The Black Viper
- 1908: Deceived Slumming Party
- 1908: A Calamitous Elopement
- 1908: The Greaser’s Gauntlet
- 1908: The Fatal Hour
- 1908: The Black Viper
- 1908: Monday Morning in a Coney Island Police Court
- 1908: The Red Girl
- 1908: The Pirate’s Gold
- 1909: Mrs. Jones Entertains
- 1909: A Sound Sleeper
- 1909: Confidence
- 1909: Twin Brothers
- 1909: Lucky Jim
- 1909: Tis an Ill Wind That Blows No Good
- 1909: The Suicide Club
- 1909: The Note in the Shoe
- 1909: One Busy Hour
- 1909: A Baby's Shoe
- 1909: The Jilt
- 1909: Resurrection
- 1909: Two Memories
- 1909: Eloping with Auntie
- 1909: What Drink Did
- 1909: The Violin Maker of Cremona
- 1909: The Lonely Villa
- 1909: The Son’s Return
- 1909: The Faded Lilies
- 1909: Her First Biscuits
- 1909: Was Justice Served?
- 1909: The Peachbasket Hat
- 1909: The Way of Man
- 1909: The Necklace
- 1909: The Message
- 1909: The Cardinal’s Conspiracy
- 1909: The Renunciation
- 1909: Jealousy and the Man
- 1909: A Convict’s Sacrifice
- 1909: A Strange Meeting
- 1909: They Would Elope
- 1909: Mr. Jones’ Burglar
- 1909: The Better Way
- 1909: With Her Card
- 1909: Mrs. Jones’ Lover; or, ’I Want My Hat’
- 1909: The Indian Runner’s Romance
- 1909: The Seventh Day
- 1909: The Mills of the Gods
- 1909: Pranks
- 1909: The Sealed Room
- 1909: The Little Darling
- 1909: The Hessian Renegades
- 1909: Getting Even
- 1909: The Broken Locket
- 1909: In Old Kentucky
- 1909: A Fair Exchange
- 1909: Leather Stocking
- 1909: Wanted, a Child
- 1909: The Awakening
- 1909: Pippa Passes; or, The Song of Conscience
- 1909: A Change of Heart
- 1909: His Lost Love
- 1909: The Expiation
- 1909: In the Watches of the Night
- 1909: Lines of White on a Sullen Sea
- 1909: What’s Your Hurry?
- 1909: The Gibson Goddess
- 1909: Nursing a Viper
- 1909: The Light That Came
- 1909: Two Women and a Man
- 1909: A Midnight Adventure
- 1909: The Open Gate
- 1909: The Mountaineer’s Honor
- 1909: The Trick That Failed
- 1909: In the Window Recess
- 1909: The Death Disc: A Story of the Cromwellian Period
- 1909: The Redman’s View
- 1909: The Test
- 1909: A Trap for Santa Claus
- 1909: In Little Italy
- 1909: The Day After
- 1909: Choosing a Husband
- 1909: The Heart of an Outlaw
- 1910: The Rocky Road
- 1910: Her Terrible Ordeal
- 1910: The Call
- 1910: The Honor of His Family
- 1910: The Last Deal
- 1910: The Woman from Mellon’s
- 1910: Taming a Husband
- 1909: Der Weizenkönig (A Corner in Wheat)
- 1910: The Final Settlement
- 1910: The Newlyweds
- 1910: The Thread of Destiny
- 1910: In Old California
- 1910: The Converts
- 1910: Faithful
- 1910: The Twisted Trail
- 1910: Gold Is Not All
- 1910: His Last Dollar
- 1910: The Two Brothers
- 1910: As It Is in Life
- 1910: A Rich Revenge
- 1910: The Way of the World
- 1910: Up a Tree
- 1910: The Gold Seekers
- 1910: An Affair of Hearts
- 1910: Ramona
- 1910: A Knot in the Plot
- 1910: A Child of the Ghetto
- 1910: A Victim of Jealousy
- 1910: Never Again
- 1910: A Child’s Impulse
- 1910: What the Daisy Said
- 1910: A Flash of Light
- 1910: An Arcadian Maid
- 1910: Her Father’s Pride
- 1910: The Usurer
- 1910: The Modern Prodigal
- 1910: Muggsy Becomes a Hero
- 1910: Little Angels of Luck
- 1910: A Mohawk’s Way
- 1910: In Life’s Cycle
- 1910: The Oath and the Man
- 1910: Rose o’ Salem Town
- 1910: The Iconoclast
- 1910: How Hubby Got a Raise
- 1910: That Chink at Golden Gulch
- 1910: The Masher
- 1910: The Banker’s Daughters
- 1910: The Englishman and the Girl
- 1910: The Proposal
- 1910: Turning the Tables
- 1910: After the Ball
- 1911: The Little Avenger
- 1911: The Orphan
- 1912: Bedelia’s Busy Morning
- 1912: Bedelia and Mrs. Busybody
- 1912: Bedelia and the Suffragette
- 1912: Bedelia’s ’At Home’
- 1912: The Goddess of Sagebrush Gulch
- 1912: Bedelia As a Mother-In-Law
- 1912: Katchem Kate
- 1912: The Tourists
- 1912: Bedelia and Her Neighbor
- 1912: Bedelia and the Newlyweds
- 1912: Bedelia Has a Toothache
- 1912: Trying to Keep Bedelia
- 1913: The Switch Tower
- 1915: Old Offenders
- 1915: As it Happened
- 1915: The Pullman Bride
- 1917: Are Waitresses Safe?
- 1918: The Kitchen Lady

## Regie
- 1912: Philip Steele
- 1912: The Old Swimming Hole
- 1912: A Man Among Men
- 1912: One Against One
- 1912: North of Fifty – Three
- 1913: The Wrong Bottle
- 1913: Her Wedding Bell
- 1913: All for Science
- 1913: Old Coupons
- 1913: Diversion
- 1913: The Stopped Clock
- 1913: The Van Nostrand Tiara
- 1913: Red and Pete, Partners
- 1913: A Tender – Hearted Crook
- 1913: The Law and His Son
- 1913: The Stolen Treaty
- 1913: The Strong Man’s Burden
- 1913: The Crook and the Girl
- 1913: The Work Habit
- 1913: I Was Meant for You
- 1913: Under the Shadow of the Law
- 1913: The Monument
- 1913: When Love Forgives
- 1913: The Vengeance of Galora
- 1913: The Mirror
- 1913: A Gambler's Honor
- 1913: A Gamble with Death
- 1913: In Diplomatic Circles
- 1913: The Switch Tower
- 1913: The Well
- 1913: A Dangerous Foe
- 1913: Olaf – An Atom
- 1913: The Tenderfoot’s Money
- 1913: A Frightful Blunder
- 1913: The Stolen Bride
- 1913: A Welcome Intruder
- 1914: The New Road’s Mascot
- 1914: The Peddler’s Bag
- 1914: The Terrible Lesson
- 1914: The Smuggler's Wife
- 1914: The Man and the Master
- 1914: The Man Who Paid
- 1914: The Little Widow
- 1914: That Boy from the Poorhouse
- 1914: The Cracksman’s Gratitude
- 1914: The Ragamuffin
- 1914: The Opal’s Curse
- 1914: Death’s Witness
- 1914: A Daring Getaway
- 1914: Her Mother's Weakness
- 1914: When a Woman Guides
- 1914: The Doctor’s Trust
- 1914: His Fireman’s Conscience
- 1915: As It Happened
- 1915: Old Offenders
- 1915: Her Convert
- 1915: The Way Out